# رویاهایت را دنبال کن (بنکسی)

«رویاهایت را دنبال کن»

رویاهایت را دنبال کن یک اثر هنری خیابانی از بنکسی بود که در خیابان اسکس در منطقه چینی‌ها در بوستون، ایالات متحده واقع شده است. این اثر که در سال ۲۰۱۰ تکمیل شد، ازجمله اولین آثار او در ایالات متحده بود.
این اثر، مردی را نشان می‌داد که یک برس و سطل در دست داشت و در کنار تابلویی با نوشته «رویاهایت را دنبال کن» ایستاده بود. شعار خشک‌شده با آب که به رنگ خاکستری تیره و همراه با مرد بود، مهر قرمزی روی آن داشت که روی آن نوشته شده بود «لغو شد».